# Hespérie de l'épiaire
Carcharodus lavatherae
Espèce
L’Hespérie de l'épiaire, Hespérie de la lavatère ou  Marbré (Carcharodus lavatherae) est un lépidoptère (papillon) de la famille des Hesperiidae, de la sous-famille des Pyrginae et du genre Carcharodus.

## Dénomination
Erynnis lavatherae a été décrit par Eugen Johann Christoph Esper en 1793 sous le nom de Papilio lavatherae.
Synonyme : Carcharodus tauricus Reverdin, 1915.

### Noms vernaculaires
L’Hespérie de l'épiaire, Hespérie de la lavatère ou Marbré se nomme en anglais Marbled Skipper et en espagnol Piquitos clara.

### Sous-espèce
Erynnis lavatherae rufescens Oberthür, 1915; présent en Afrique du Nord.

## Description
C'est un papillon au dessus marbré de marron et d'ocre orné de marques blanches et au revers plus clair,.

## Biologie

### Période de vol et hivernation
Il vole en une génération en juin-juillet.
Il hiverne au stade de jeune chenille.

### Plantes hôtes
Les plantes hôtes de sa chenille sont des Stachys, dont Stachys plumosa et Stachys recta,.

## Écologie et distribution
Il réside en Afrique du Nord : au Maroc, en Algérie et en Tunisie, en Europe jusqu'au 45°N, en Espagne, en France, dans le sud de la Suisse, en Italie dans les Balkans et le nord de la Grèce. Il réside aussi en Turquie et au Moyen-Orient jusqu'en Iran.
En France, il est présent dans le sud-est, des Pyrénées-Atlantiques à la Savoie.

### Biotope
Il réside dans les lieux herbus fleuris en altitude entre 200 m et 1 600 m,.

### Protection
Pas de statut de protection particulier.